# Primera División de voleibol 1966-67
La temporada 1966/1967 de la Liga Nacional de Balonvolea fue la III edición de la competición. Tuvo como campeón al C.D. Hispano Francés de Barcelona.

## Clasificación
| Pos | Equipo                         | PJ | PG | PP | SF | SC | Pt. |
| --- | ------------------------------ | -- | -- | -- | -- | -- | --- |
| 1   | C.D. Hispano Francés Barcelona | 10 | 10 | 0  | 30 | 1  | 20  |
| 2   | Universidad Laboral Tarragona  | 10 | 7  | 3  | 24 | 16 | 17  |
| 3   | Picadero J.C. Barcelona        | 10 | 5  | 5  | 19 | 18 | 15  |
| 4   | Club Ferroviarios Langreo      | 10 | 5  | 5  | 17 | 19 | 15  |
| 5   | Real Madrid C.F.               | 10 | 3  | 7  | 12 | 22 | 13  |
| 6   | A.D. Antorcha Lérida           | 10 | 0  | 10 | 4  | 30 | 10  |